# Ghi trắng
Ghi trắng (danh pháp khoa học: Viscum album) là một loài cây tầm gửi thuộc Họ Ghi, và cũng được biết đến như cây tầm gửi châu Âu hoặc cây tầm gửi thông thường để phân biệt với các loài khác có liên quan. Nó có nguồn gốc châu Âu và phương Tây và miền nam châu Á.

## Mô tả
Nó là một loại cây bụi tầm gửi, mọc trên thân cây khác. Nó có thân dài 30–100 cm với nhị phân nhánh. Nó thường được tìm thấy trên chóp cây lá rộng, đặc biệt là táo, chanh, táo gai và cây dương.